# モニカ・クラステバ
モニカ・クラステバ（Monika Krasteva、1999年5月9日 - ）は、ブルガリアの女子バレーボール選手。ポジションはアウトサイドヒッター。ブルガリア代表。

## 来歴
- クラブチーム

キュステンディル出身。2015年、Levski Sofiaに入団。5年間在籍した。2021年、ハンガリーのUTE Budapestへ移籍。2022年はカザフスタンのVC Kuanyshでのプレーを経て、2022年11月、スイスのVC Kanti Schaffhausenとの契約が発表され、2022/23シーズンのスイスリーグは5位となった。2023/24シーズンはルーマニアのCSM Târgovișteでプレーし、ルーマニアカップで優勝しMVPに選ばれた。2024年7月、CSMヴォレイ・アルバ・ブラジへの移籍が発表された。
- 代表チーム

アンダーカテゴリーの代表として2015年、U-18欧州選手権に出場。2017年、U-23世界選手権に出場し銅メダルを獲得した。2018年、シニア代表に初選出され、同年のヨーロッパリーグでデビューし、金メダルを獲得した。同年9-10月に日本で開催された世界選手権に出場した。2023年、代表復帰し、ネーションズリーグに出場した。

## 球歴
- 世界選手権 - 2018年
- ネーションズリーグ - 2022年、2023年

## 受賞歴
- 2024年　ルーマニアカップ  MVP

## 所属クラブ
- Levski Sofia（2015-2020年）
- UTE Budapest（2021-2022年）
- VC Kuanysh（2022年）
- VC Kanti Schaffhausen（2022-2023年）
- CSM Târgoviște（2023-2024年）
- CSMヴォレイ・アルバ・ブラジ（2024-）